# الثورة الصناعية في إسكتلندا

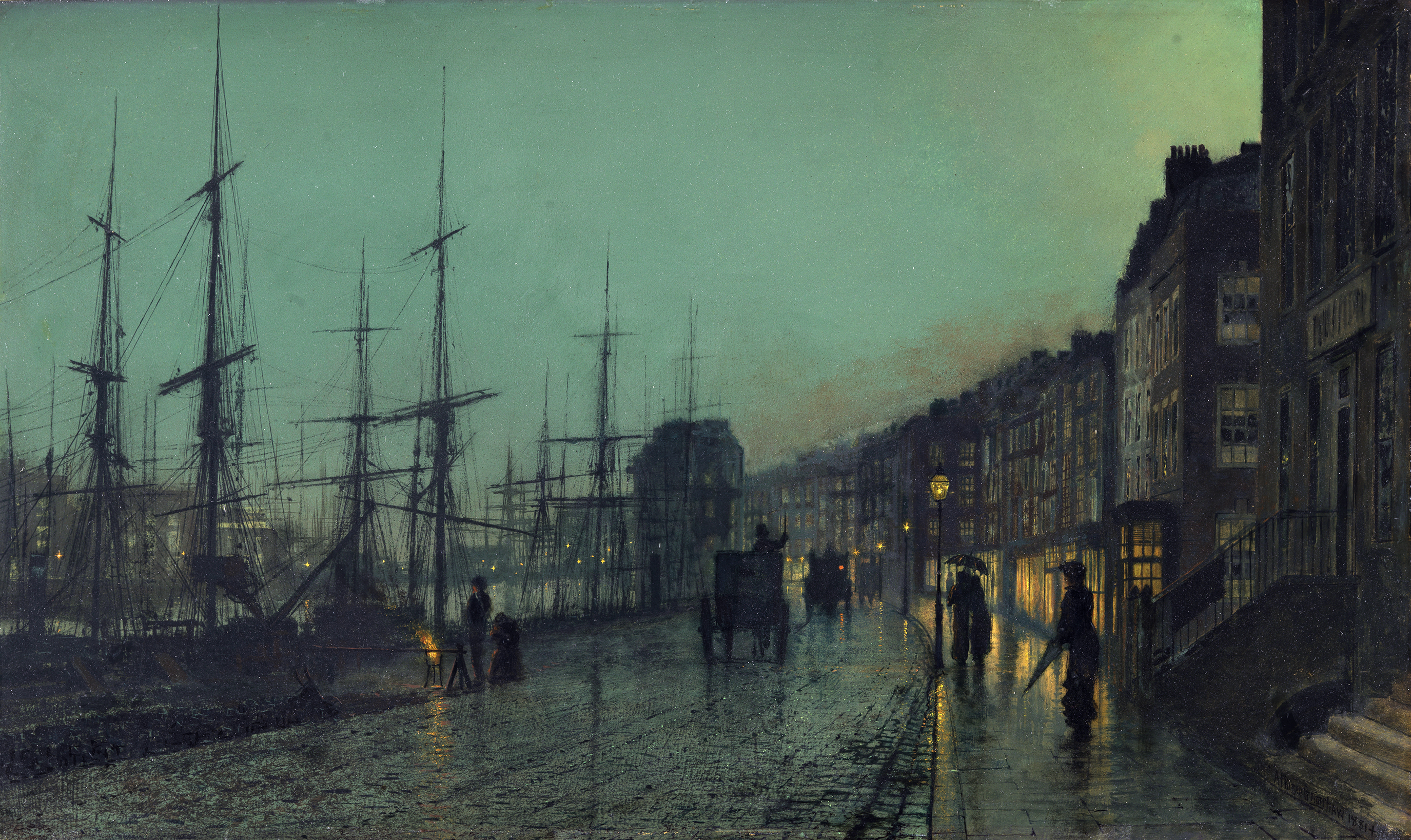
لوحة جون أتكنسون غرمشو السفن على ساحل كلايد (1881).

كانت الثورة الصناعية في اسكتلندا التحول إلى عمليات تصنيع جديدة وتوسّع اقتصادي بين أواسط القرن الثامن عشر وأواخر القرن التاسع عشر. مع بداية القرن الثامن عشر، أضحى الاتحاد السياسي بين اسكتلندا وإنجلترا خيارًا وجيهًا سياسيًا واقتصاديًا، واعدًا بفتح أسواق أضخم لإنجلترا، وكذلك أيضًا أسواق الإمبراطورية البريطانية المتنامية، الأمر الذي نتج عنه معاهدة الاتحاد عام 1707. كان ثمة محاولة متسمة بالوعي وسط طبقة ملاك الأراضي وطبقة النبلاء لتطوير الزراعة في اسكتلندا. أُدخلت محاصيل جديدة وبدأ التسييج بإزاحة نظام الحفر والمراعي الحرة. كانت الفوائد الاقتصادية للاتحاد بطيئة بالظهور، إلا أنه كان بالإمكان رؤية بعض التقدم، مثل مبيع الكتان والمواشي لإنجلترا وتدفق الأموال من الخدمة العسكرية وتجارة التبغ التي سيطرت عليها غلاسغو بعد عام 1740. بدأ التجار الذين حققوا أرباحًا من التجارة الأمريكية الاستثمار في الجلد والمنسوجات والحديد والفحم والسكر والخيوط وقماش الأشرعة والأعمال الزجاجية ومصانع البيرة والمصبنة، واضعين الأساس لبروز المدينة كمركز اقتصادي ريادي بعد عام 1815.
كانت صناعة الكتان صناعة اسكتلندا الرئيسية في القرن الثامن عشر وشكلت أساس صناعات القطن والخيش والصوف اللاحقة. بنَيلهم الدعم والتشجيع من قبل مجلس الأمناء ليتمكن تصنيع الكتان من منافسة المنتجات الألمانية، بات رجال الأعمال التجار مسيطرين على جميع مراحل تصنيعه وراكموا حصةً في السوق من الكتان الإسكتلندي، خصيصًا في السوق الكولونيالية الأمريكية. يشدد المؤرخون على أن مرونة ودينامية النظام المصرفي الإسكتلندي ساهمت بشكل كبير في التطور السريع للاقتصاد في القرن التاسع عشر. في البداية كانت الصناعة الرئيسية، التي تركزت في الغرب، غزْل القطن ونسجه. بعد قطع إمدادات القطن الخام منذ عام 1861 كنتيجة للحرب الأهلية الأمريكية عن رجال الأعمال والمهندسين الاسكتلنديين، ومع مخزون البلاد الضخم من الفحم المستخرَج بسهولة، وظّفت البلاد أموالها في مشاريع الهندسة وبناء السفن وبناء القاطرات، مع استبدال الحديد بالفولاذ بعد عام 1870. نتيجةً لذلك، أضحت اسكتلندا مركز الهندسة وبناء السفن وإنتاج القاطرات.
كانت اسكتلندا في ذلك الحين إحدى أكثر المجتمعات تمدنًا في أوروبا بحلول عام 1800. أصبحت غلاسغو واحدةً من أضخم المدن في العالم، وعُرفت ب«المدينة الثانية للإمبراطورية» بعد لندن. حسّنت دوندي ميناءها وأثبتت نفسها كمركز تجاري وصناعي. في حين جلبت التطورات الصناعية العمل والثروة، كانت سريعةً إلى درجة لم يتمكن الإسكان وتخطيط المدن وتوفير وسائل الصحة العامة من مجاراتها، وكانت ظروف المعيشة في بعض المدن والبلدات سيئةً لبعض الوقت، مع الازدحام وارتفاع معدل وفيات الرضع والمعدلات المتزايدة للسل. رعى الملّاك بهدف دعم الحكومة برامج الإسكان وأيضًا مشاريع الدعم الذاتي وسط الطبقة العاملة المحترمة. حتى مع نمو الصناعة كان هناك ما هو غير كاف من الأعمال الجيدة، ونتيجةً لذلك خلال الفترة بين عامي 1841-1931 هاجر نحو مليوني اسكتلندي إلى أمريكا الشمالية وأستراليا، ونقَل نحو 750 ألف استلندي آخر إقامتهم إلى إنجلترا. بحلول القرن الحادي والعشرين، وُجد عدد من الكنديين الاسكتلنديين والأمريكيين الاسكتلنديين يساوي الخمسة ملايين الذين بقوا في اسكتلندا.

## الخلفية
مع بداية القرن الثامن عشر، بات اتحاد سياسي بين اسكتلندا وإنجلترا خيارًا سياسيًا واقتصاديًا وجيهًا، واعدًا بفتح أسواق أضخم لإنجلترا، وكذلك أيضًا أسواق الإمبراطورية البريطانية المتنامية. صوّت البرلمان الإسكتلندي في 6 يناير 1707 ب110 أصوات مقابل 69 لصالح تبنّي معاهدة الاتحاد. كان ذلك اتحادًا اقتصاديًا تامًا. تطرقت معظم بنوده ال25 إلى الترتيبات الاقتصادية للدولة الجديدة التي عُرفت ب«ببريطانيا العظمى». أضافت المعاهدة 45 اسكتلنديًا إلى ال513 عضوًا في مجلس العموم البريطاني و16 اسكتلنديًا إلى أعضاء مجلس اللوردات ال190، وأنهت البرلمان الإسكتلندي. واستبدلت أيضًا الأنظمة الاسكتلندية للعملة والضرائب والقوانين التي تنظّم التجارة مع القوانين الصادرة في لندن. كان عدد سكان إنجلترا خمسة أضعاف سكان اسكتلندا آنذاك، وضعف ثروتها بنحو 36 مرة.
اشتملت العوامل الرئيسية التي سهّلت التحول الصناعي في اسكتلندا على العمالة الرخيصة والوافرة والموارد الطبيعية التي اشتملت على الفحم وحجر الحديد الخام والطاقة المائية الكامنة وتطوّر تكنولوجيا جديدة من بينها المحرك البخاري والأسواق التي ستشتري المنتجات الاسكتلندية. اشتملت العوامل الأخرى التي ساهمت في العملية على تطوير خطوط النقل التي سهّلت حركة البضائع ونظام مصرفي شامل وتبنّي واسع الانتشار لأفكارٍ حول التطور الاقتصادي التي وجدت جذورها في عصر التنوير الاسكتلندي.

### عصر التنوير
في القرن الثامن عشر، دفَع عصر التنوير الإسكتلندي بالبلاد إلى واجهة الإنجازات الفكرية في أوروبا. تراوح اهتمام عصر التنوير الأوروبي بين المسائل الفكرية والاقتصادية وصولًا بصورة محددة إلى المسائل العلمية. طوّر آدام سميث كتاب ثروة الأمم، الكتاب الأول في الاقتصاد الحديث، وأصدره. كان للكتاب تأثير مباشر على السياسة الاقتصادية البريطانية وما يزال يرسم إطار المناقشات حول العولمة والرسوم الجمركية. اشتملت الأعمال العلمية الأساسية أيضًا على اكتشافات الطبيب والكيميائي ويليام كولين وعالم الزراعة جيمس أندرسون والطبيب والكيميائي جوزيف بلاك والجيولوجي الأول في العصر الحديث جيمس هوتون. في حين تُعدّ نهاية القرن الثامن عشر تقليديًا فترة نهاية عصر التنوير الإسكتلندي، استمرت بشكل غير متناسب المساهمات الاسكتلندية الضخمة، بفضل شخصيات مثل جيمس هتون وجيمس واط وويليام مردوك وجيمس كليرك ماكسويل ولورد كيلفين، في العلوم والثقافة البريطانية ل50 عامًا إضافيًا أو ما يزيد عن ذلك.

### الثورة الزراعية
بعد الاتحاد مع إنجلترا في عام 1707، كان هناك محاولة متسمة بالوعي وسط طبقة ملاك الأراضي وطبقة النبلاء لتطوير الزراعة في اسكتلندا. أُسّس مجتمع المطوِّرين في عام 1723، كان من بين أعضائه ال300 دوقات وإيرلات ولوردات وملاك أراض. في النصف الأول من القرن اقتصرت هذه التغيرات على مزارع مستأجَرة في لوثيان الشرقية وملكيات بعض المتحمسين، مثل جون كوكبورن وأركيبالد غرانت. لم يُكتب النجاح لجميع التغيرات، إذ قاد كوكبورن نفسه إلى الإفلاس، إلا ان روح التطوير انتشرت بين الطبقات المالكة للأراضي. أُدخل الدريس إضافةً إلى المحراث الإنجليزي والأعشاب الأجنبية، أي زرع الجودار والبرسيم. وأُدخل اللفت والملفوف وسُيّجت الأراضي ونُظفت الأهوار وخُفّضت نفقات الليم وشُيّدت الطرق وزُرعت الغابات. أُدخل الحفر والبذْر والدورات الزراعية. وأدى إدخال البطاطا إلى اسكتلندا في عام 1739 إلى تحسن كبير في النظام الغذائي للفلاحين. بدأ التسييج بإزاحة نظام الحفر والمراعي الحرة. كان هناك تخصص متزايد، وأصبحت أراضي لوثيان مركزًا رئيسيًا للحبوب، وأيرشاير مركزًا لتغذية الأبقار وحدودًا للأغنام. على الرغم من تطوير بعض أصحاب المِلكيات لجودة حياة عمالهم المهجَّرين، أفضت الثورة الزراعية بصورة مباشرة إلى ما بات يُعرف بصورة متزايدة تصفيات الأراضي المنخفضة، حين أرغم مئات الآلاف من الكوتار والمزارعين المستأجِرين من وسط وجنوب اسكتلندا على الانتقال من المزارع والمِلكيات الصغيرة التي تملّكتها عائلاتهم لمئات السنين. تواصل التطوير خلال القرن التاسع عشر. اشتملت الابتكارات الجديدة على أول آلة حصاد طورها باتريك بيل في عام 1828. اتّجه منافسه جيمس سميث إلى تطوير تصريف مياه التربة الفرعية وطوّر طريقة حرْث يمكن أن تفصل حاجز باطن الأرض دون أن تفسد التربة السطحية.